# بني هارون
قرية بنى هارون هي إحدى القرى التابعة لمركز بنى سويف في محافظة بني سويف في جمهورية مصر العربية. حسب إحصاءات سنة 2006، بلغ إجمالي السكان في بنى هارون 9897 نسمة، منهم 5063 رجل و4834 امرأة.